# Bob der Baumeister
Bob der Baumeister (englisch Bob the Builder; schweizerdeutsch Bob de Boumaa) ist eine computeranimierte Fernsehserie für Kinder.
Die Serie wurde von den Hot Animation, HiT Entertainment und BBC Television in einer dreijährigen Phase nach einer Idee von Keith Chapman entwickelt. Premiere der ersten Folge war am 28. November 1998 auf BBC. Die Serie wird inzwischen in mehr als 100 Ländern ausgestrahlt. Start in Deutschland war am 23. Oktober 1999; seitdem wurden 117 Folgen der ersten Staffel und 41 Folgen der zweiten Staffel gesendet. Neben den Fernsehsendungen gibt es die Geschichten von Bob dem Baumeister und seinem Team ebenfalls als Hörspiel, auf DVD und VHS.
Teilweise wurden die Titel der Sendung mit Zusätzen versehen. So lief sie in Teilen als Bob, der Baumeister – Achtung Baustelle! oder Bob der Baumeister – Helme auf und los!.
Die Figuren wurden ursprünglich mit Hilfe der Stop-Motion-Filmtechnik animiert. Ab der 19. Staffel wurde diese Technik komplett durch das CGI-Verfahren ersetzt. Alle Figuren erhielten ein komplettes Makeover.

## Inhalt und Struktur
Die Länge einer Folge beträgt jeweils ca. zehn Minuten. Bob der Baumeister betreibt einen Bauhof in Bobhausen. Gemeinsam mit seiner Partnerin Wendy und den sprechenden Fahrzeugen und Geräten erledigt er alle Arbeiten, die in der kleinen Gemeinde anfallen. Dabei stehen Konfliktauflösung, Teamarbeit, soziales Verhalten und andere Kompetenzen im Vordergrund. Die Vermittlung dieser Fähigkeiten geschieht durch Geschichten vom Reparieren, Bauen, Baggern, Malern, Klempnern bis hin zum Gartenbau. Bob und sein Team sind immer zur Stelle, wenn sie gebraucht werden. Die zweifelnde Frage „Können wir das schaffen?“ („Can we fix it?“) wird meist im Chor mit einem zuversichtlichen „Yo, wir schaffen das!“ („Yes we can!“) beantwortet. Eine realistische Darstellung handwerklicher Tätigkeiten erfolgt nicht.
In der zehnten Staffel der Serie übernimmt Bob den Auftrag, im Sonnenblumental eine neue Stadt zu bauen. Den Auftrag erhielt er, nachdem er einen Wettbewerb gewann. In dieser Staffel werden sowohl neue Maschinen als auch Personen in die Handlung eingebracht. Der Grundsatz, unter dem im Sonnenblumental gebaut wird, heißt „reduzieren, recyclen, wiederverwerten“. Es werden auch viele Solaranlagen gebaut und Häuser ökologisch sinnvoll in die Natur integriert.
Die erste Folge der 19. Staffel wurde am 11. Januar 2016 von Super RTL ausgestrahlt. Ab dieser Staffel wurde das komplette Design der Serie zeitgemäß angepasst: so bekamen alle Figuren ein neues Aussehen. Außerdem kam Leo, Bobs neuer Lehrling, als eine weitere Hauptfigur hinzu. Zudem spielt die Serie fortan in der neuen Stadt Hochhausen.

## Figuren

### Hauptfiguren
- Bob, in blauer Hose und blauer Weste mit Signalstreifen, mit kariertem Hemd und gelbem Schutzhelm
- Wendy (Schweiz: Rita), seine Partnerin, im Büro ebenso wie auf der Baustelle aktiv dabei
- Knolle (Lumpe, engl.: Spud), die Vogelscheuche
- Leo, Bobs Lehrling

Das Team besteht aus leicht anthropomorphisierten Baumaschinen, die ihre Scheinwerfer wie Augen rollen oder ihr Kühlergitter wie einen Mund verziehen können, um Gefühle auszudrücken. Sie sind relativ realistisch als Fahrzeuge, aber gleichzeitig als menschliche, individualisierte Figuren gestaltet.
- Baggi (Schuba, engl.: Scoop), der clevere gelbe Baggerlader und verantwortungsbewusste Anführer
- Rollo (Walzi, engl.: Roley), eine etwas stoische grüne Dampfwalze
- Buddel (Mocke, engl.: Muck), eine liebenswert-chaotische, rote Baumaschine ohne realistisches Vorbild; eine Mischung aus Laderaupe und Kipplaster
- Heppo (Chränli, engl.: Lofty), der sensible blaue Mobilkran
- Mixi (Orangli, engl.: Dizzy), die jüngste der Baumaschinen, ein orangefarbener Zementmischer
- Sprinti (engl.: Scrambler), das neueste Gefährt von Bob, ein kleines, blaues Quad
- Benny, ein dunkellila Raupenlader
- Schleppo, ein dunkelblauer Sattelschlepper (Nur in der 2. Neuauflage)

### Andere Figuren

#### Menschen
- Dorothy, Bobs Mutter
- Robert, Bobs Vater
- Tom, Bobs Zwillingsbruder
- Bauer Gurke (engl.: Farmer Pickles), ortsansässiger Landwirt
- Dr. Florentine Bergwiesel, Amt für Denkmalpflege
- David Dirksen (engl.: David Dixon), berühmter Torwart
- Dora, Bobs Tante
- Frau Barbara Brauer (engl.: Mrs. Barbara Bentley), Frau von Herrn Brauer
- Herr Bernhard Brauer (engl.: Mr. Bernard Bentley), Bauaufsicht, später Bürgermeister
- Frau Breitenbach (engl.: Mrs. Broadbent), wohnt in Bobhausen
- Frau Petermann (engl.: Mrs. Percival), Schuldirektorin
- Herr Barner, Stadtangestellter
- Herr Eller (engl.: Mr. Ellis), Museumsdirektor
- Elton John, zunächst Begleitpianist, später Rockstar
- Herr Fothergill, wohnt in Bobhausen
- Herr Kritinski (engl.: Mr. Carruthers), Chefbauprüfer
- Herr Sabatini, Pizzeriabesitzer
- Frau Sabatini, Pizzeriabesitzerin
- Herr Steffens (engl.: Mr. Steven), Archäologe
- JJ, Baustoffhändler
- Molly, JJs Tochter
- Jenny, Wendys Schwester
- Lennie Liesenberg (engl.: Lennie Lazenby), Rockstar
- Claudia, Postfrau, Tanzpartnerin
- Herr Costello, Autokinobesitzer
- Herr Glocke (engl.: Mr. Bell), Leuchtturmwärter
- Micky Pflücker (engl.: Micky Picker), singender Erntehelfer
- Vicky Pflücker (engl.: Vicky Picker), singende Erntehelferin
- Ricky Pflücker (engl.: Ricky Picker), singender Erntehelfer
- Mr. Williams, Flughafenmanager
- Frau Töpfer (engl.: Mrs. Potts), wohnt in Bobhausen
- Pam
- Ela, Lehrerin
- Emma, Gärtnerin in Folge 44
- Herr Adam (engl.: Mr. Adams), Architekt
- David Mocker (engl.: David Mockney), Künstler und Museumsdirektor in Bobhausen
- Charlie, Leos Vater
- Fritti, Koch in Bobhausen
- Jenny, Tierpflegerin

#### Tiere
- Kuschel (engl.: Pilchard), blaugestreifte, selbstbewusst-eigensinnige Katze von Bob
- Bello (engl.: Scruffty), Bauer Gurkes Hund
- Daisy, Bauer Gurkes preisgekrönte Kuh
- Doloris, weitere Kuh von Bauer Gurke
- Feder (engl.: Bird), Rollos bester Freund
- Finn, Bobs Goldfisch
- Hämish, Mollys Papagei
- Muffel, Bauer Gurkes preisgekröntes Schwein
- Quaki, eine Krähe
- Tommy/Timmy, Frau Töpfers Schildkröte
- Henny und Penny, Hühner von Bob und Wendy
- Maisy und Daisy, die Brieftauben von Herrn Dirksen
- Pogo, Hund von Tom
- Butterblume, Kuh

#### Maschinen
- Amphilius (engl.: Splasher), gelb-blaues Schwimmfahrzeug
- Conti (engl.: Skip), gelber Container-LKW
- Feger (engl.: Bristle), hellblaue Kehrmaschine
- Flexi (engl.: Flex), gelb-schwarz gestreifte fahrbare Hebebühne
- Flitzer (eng.: Zoomer), lila Schneemobil
- Hebi (engl.: Gripper), orange-blauer Kettenkran
- Hubi (engl.: Grabber), türkis-orange Kettenbagger mit Schaufelarm und Frontschaufel
- Huper (engl.: Dodger), Milchwagen
- Kessi (engl.: Trix), lila Gabelstapler
- Kipper (engl.: Tumbler), orangefarbener Betonmischer mit orange-grüner Mischtrommel
- Lifti (engl.: Sumsy), rot-schwarzer Gabelstapler
- Packer, roter Lastwagen
- Rumpel (engl.: Travis), türkisfarbener Traktor von Bauer Gurke
- Scooter, Toms Schneemobil, schwarz und gelb
- R.VEE, Roberts mobile Werkstatt
- Jackaroo, der LKW
- Benny, der Kettenbagger
- Kratzer (engl.: Scratch), blauer Minibagger (Nur in der 1. Neuauflage)
- Rappel (engl.: Rubble), gelb-silberner Muldenkipper (Nur in der 1. Neuauflage)
- Winzi (engl.: Tiny), gelber Turmkran (Nur in der 2. Neuauflage)
- Philipp, die Limousine der Bürgermeisterin (Nur in der 2. Neuauflage)
- Betti, der Bus des Jugend-Sportclubs Sportis Hochhausen (Nur in der 2. Neuauflage)
- Alfred, Abschleppwagen von Charlie (Nur in der 2. Neuauflage)
- Rumms, ein Teil der MEGA – Maschinen (Nur in der 2. Neuauflage)
- Kracher, ein Teil der MEGA – Maschinen (Nur in der 2. Neuauflage)
- Ace, der Anführer der MEGA – Maschinen (Nur in der 2. Neuauflage)
- Norm, die Felsbohrmaschine (Nur in der 2. Neuauflage)
- Strech, der kleine Kettenbagger (Nur in der 2. Neuauflage)
- Rocky, der Minibagger (Nur in der 2. Neuauflage)
- Tread, das Baustellenfahrzeug von Bob (Nur in der 2. Neuauflage)
- Türmer (engl. Shifter), der grüne Gabelstapler (Nur in der 2. Neuauflage)

## Schweiz
In der Schweiz heißt die Serie Bob de Boumaa und ist vom SRF auf Schweizerdeutsch übersetzt worden. So heißt der Leitspruch „Chönd mers flicke?“ – „Sicher klar!“. Bob de Boumaa wurde erstmals 2004 im Schweizer Fernsehen gezeigt. Insgesamt 42 Folgen wurden nachsynchronisiert:
Bob de Boumaa 1
1. De Bob het Geburtstag
2. De Kevin malt d'Schtadt a
3. S'Wettränne
4. De Lumpe schpilt en Streich
5. De Lumpe verlüürt sini Nase
6. De Bob und s'Gwitter

Bob de Boumaa 2
1. D'Lisette isch verschwunde
2. De Mocke bliibt stecke
3. De Schuba rettet d'Lisette
4. Buffalo Bob
5. D'Rita hets streng
6. D'Igel-Rettigsaktion

Bob de Boumaa 3
1. S'Orangli pflanzt Schteifigure
2. Em Puur sis Teeservice
3. D'Rita schüsst es Goal
4. De Bob uf em Gloggeturm
5. De Tennisplatz vo de Rita
6. D'Lisette wett go fische

Bob de Boumaa 4
1. De Walzi isch verschwunde
2. Em Bob sini Überraschig
3. De Lumpe
4. E wiissi Wiehnacht
5. S Chränli hilft em Lumpe
6. S Orangli wird Tante

Bob de Boumaa 5
1. Em Bob sini Schue
2. De dräckig Mocke
3. De Bob het frei
4. S magnetische Chränli
5. Em Walzi sini Schildchrott
6. De Lumpe macht Blödsinn

Bob de Boumaa 6
1. De Extrapöschtler Lumpe
2. De Lisette ihres Zmorge
3. De Schuba als Chef
4. Em Schuba sin Stegasaurus
5. De Walzi als Igel-Sitter
6. S Orangli leit es Mosaik

Bob de Boumaa 7
1. D'Vogelschüüchi Orangli
2. D'Rita schpilt Minigolf
3. De Lumpe hilft mit
4. De Bob gründet e Bänd
5. Em Herr Puur sin Sau-Schtall
6. Em Kevin sin Ahänger

## Parodie
In der Comedyserie Das Letzte der KiKA-Wissenssendung pur+ wird regelmäßig eine Parodieserie namens Bob der Klaumeister ausgestrahlt. Der gleichnamige Protagonist ist jedoch ein Meisterdieb, der anstatt wie der echte Bob zu bauen, überall auf der Welt Dinge stiehlt, um seinen Lebensunterhalt zu bestreiten und sich selbst zu bereichern.

## Diskografie

### Alben
Bob the Builder
- 2001 The Album

### Singles
Bob the Builder
- 2000: Can We Fix It?
- 2001: Mambo No. 5
- 2008: Big Fish Little Fish

Bob der Baumeister
- 2002: Yo, wir schaffen das

Bob de Bouwer
- 2002: Kunnen wij het maken?

## Hörspiele

### Erste Hörspielserie (2001–2015)
Beim Label Europa erschienen ab 2001 Hörspiele zur TV-Serie auf CD und auf Kassette (Kassetten nur bis 2011). Auf den Folgen waren meistens zwei Episoden enthalten. Die Episoden wurden überwiegend aus mehreren TV-Folgen zusammengeschnitten und um einen Erzähler (Douglas Welbat) erweitert. Insgesamt erschienen 41 reguläre und eine Sonderfolge:
- 2001: Folge 1 Ein tolles Team (DE: Gold)[2]
- 2001: Folge 2 Yo, wir schaffen das! (DE: Gold)[2]
- 2001: Folge 3 Alle helfen Bob (DE: Gold)[2]
- 2001: Bob hilft dem Weihnachtsmann
- 2001: Folge 4 Kuschel sorgt für Aufregung
- 2001: Folge 5 Wendy schafft das!
- 2002: Folge 6 Bobs Rettung
- 2002: Folge 7 Mixi und das Vogelbaby
- 2002: Folge 8 Bob und die Vogelscheuchen
- 2002: Folge 9 Mit Musik geht alles besser!
- 2003: Folge 10 Bob hilft den Tieren
- 2003: Folge 11 Hurra, es schneit!
- 2004: Folge 12 Bob, der Entdecker
- 2004: Folge 13 Alles wird gut!
- 2004: Folge 14 Bobs bunte Welt
- 2004: Folge 15 Gemeinsam sind wir stark
- 2005: Folge 16 Katzen und Hunde
- 2005: Folge 17 Hoch hinaus
- 2005: Folge 18 Spaß im Schnee
- 2006: Folge 19 Schreck, lass nach!
- 2006: Folge 20 Bobs Team schafft das!
- 2006: Folge 21 Bobs toller Entwurf
- 2006: Folge 22 Auf ins Sonnenblumental
- 2007: Folge 23 Aufregung im Sonnenblumental
- 2007: Folge 24 Neue und alte Freunde
- 2007: Folge 25 Knolle und die Strohballen
- 2008: Folge 26 Buddels Lehmhütte
- 2008: Folge 27 Wendys Party
- 2008: Folge 28 Bau es zusammen, Knolle!
- 2009: Folge 29 Mixi spielt Detektiv
- 2009: Folge 30 Sprinti und die bunte Höhle
- 2009: Folge 31 Knolles große Ernte
- 2010: Folge 32 Der Spielplatz
- 2010: Folge 33 Mixi und die Fledermäuse
- 2011: Folge 34 Kratzers erster Tag
- 2011: Folge 35 Baggis Seerettung
- 2012: Folge 36 Kratzers Nickerchen
- 2012: Folge 37 Heppo und das Monster
- 2013: Folge 38 Kratzer braucht Hilfe
- 2013: Folge 39 Kratzer im Alleingang
- 2014: Folge 40 Baggi, der Künstler
- 2015: Folge 41 Das neue Trampolin

Nachdem sie im Zuge der Serienneugestaltung vom Markt genommen wurden, veröffentlichte Europa am 12. April 2019 alle 41 regulären Folgen erneut auf diversen Streamingportalen und als Download. Die Sonderfolge Bob hilft dem Weihnachtsmann folgte am 20. September desselben Jahres. Die Wiederveröffentlichungen erhielten neugestaltetes Coverartwork auf Basis der neuen Serie.

### Zweite Hörspielserie (seit 2016)
Zusammen mit der kompletten Neugestaltung der Serie wurde 2016 auch eine neue Hörspielserie eingeführt, welche ebenfalls bei Europa erscheint. Als Erzähler fungiert hier Fabian Harloff, der in seiner Rolle als Bob durch die Handlung führt. Bis auf den Erzähler handelt es sich um den unveränderten deutschen Originalton. Die CDs enthalten meist 4 Episoden. Bisher sind 26 reguläre CDs und ein Filmhörspiel erschienen:
- 2016: Folge 1 Bob, der Küchenmeister
- 2016: Folge 2 Wie Hund und Katze
- 2016: Folge 3 Leo, der Filmstar
- 2016: Folge 4 Ein Riesenrad für Hochhausen
- 2016: Folge 5 Gib niemals auf!
- 2016: Folge 6 Der Geist aus der Kiste
- 2016: Folge 7 Das Winterfest
- 2016: Folge 8 Baggi allein zu Haus
- 2017: Folge 9 Buddel und der Elefant
- 2017: Folge 10 Ein Dino für Hochhausen
- 2017: Das Mega-Team – Das Original-Hörspiel zum Kinofilm[5]
- 2017: Folge 11 Das Milchshake-Durcheinander
- 2017: Folge 12 Die kleinste Rakete im Weltall
- 2018: Folge 13 Mixis Piraten
- 2018: Folge 14 Strandgut und Treibgut
- 2018: Folge 15 Das Buddel-Kuddel-Muddel
- 2018: Folge 16 Die allerbeste Weihnachtsfeier
- 2018: Folge 17 Leos Prüfung
- 2019: Folge 18 Wirbel in der Werkstatt
- 2019: Folge 19 Der Star der Baustelle
- 2019: Folge 20 Klar Schiff
- 2019: Folge 21 Baggi und der Eisbär
- 2019: Folge 22 Eine Garage für Philip
- 2020: Folge 23 Baggi, der größte Fan
- 2020: Folge 24 Die Dino-Bahn
- 2020: Folge 25 Ein Stern für Buddel
- 2020: Folge 26 Chaos im Filmstudio[6]

## Episodenliste
1. Baggi, der Retter
2. Rumpel malt die Stadt an
3. Bob rettet die Igel
4. Kuschel ist weg
5. Buddel hat Angst
6. Bob ist Krank
7. Immer dieser Knolle
8. Bob spielt Trompete
9. Wendy rettet den Tanzwettbewerb
10. Bob rettet die Heuernte
11. Knolle in Nöten
12. Das große Rennen
13. Bob hat Geburtstag
14. Rollo reißt aus
15. Bobs große Überraschung
16. Knolle, der Supertolle
17. Bob hilft dem Weihnachtsmann
18. Heppo, der Retter
19. Mixi und das Vogelbaby
20. Malermeisterin Wendy
21. Der große Irrtum
22. Rumpel und das Teeservice
23. Wendy baut einen Fußballplatz
24. Wie kommt Bob da wieder runter?
25. Wendys Tennisplatz
26. Kuschel geht Angeln
27. Bobs neue Stiefel
28. Schmuddel-Buddel
29. Bobs freier Tag
30. Heppo zieht alles an
31. Rollo und die Schildkröte
32. Knolle will helfen
33. Kuschel und das Frühstück
34. Baggi trägt die Verantwortung
35. Buddel schläft bei Rumpel
36. Rumpel und sein Anhänger
37. Knolle und die Krähe
38. Knolle kann es nicht lassen
39. Mixi hat eine Super-Idee
40. Baggis toller Fund
41. Gesundheit! Baggi
42. Rollo der Igelretter
43. Vogelscheuche Mixi
44. Der Minigolfplatz
45. Vorsicht, Knolle kommt
46. Mit Musik geht alles besser
47. Die Meerschweinchen
48. Bob und der Langlauf
49. Der Knoten im Taschentuch
50. Rollo und der Rockstar
51. Bello der Detektiv
52. Wendy malt ein Bild
53. Bello, der Buddelkönig
54. Bauinspektor Knolle
55. Knolle und das Küken
56. Skateboard-Knolle
57. Wendys Überraschungsparty
58. Knolle, der Drache
59. Buddel und das Gully-Monster
60. Bobs Versteck
61. Kuschels großer Tag
62. Besuch von der Tante
63. Rollo im Pech
64. Plötzlich wird es Winter
65. Eskimo Bob
66. Bobs Metalldetektor
67. Der neue Pizza-Ofen
68. Umzug mit Wendy
69. Herr Barner als Heimwerker
70. Heppo und die Kaninchen
71. Die riesige Karotte
72. Bob und der Eierlauf
73. Kessi und die Dachziegel
74. Scherben bringen Glück
75. Rollo, der Retter
76. Knolles Super-Platscher
77. Knolle der Musketier
78. Wendys Zauberhafter Geburtstag
79. Bob und die Fledermäuse
80. Knolle der Bruchpilot
81. Kessi und die Otter
82. Der schnelle Conti
83. Knolle, der Bildhauer
84. Dachse sind schlau
85. Bob lernt Fußball spielen
86. Mixis Kurzurlaub
87. Kuschel passt auf
88. Baggi und der Schneemann
89. Heppo und der T-Träger
90. Hämisch braucht ein neues Zuhause
91. Mixi und das Lamm
92. Bob der Meisterfotograf
93. Herr Brauer und seine Eisenbahn
94. Wendys großer Abend
95. Der rasende Buddel
96. Bei Herrn Barner spukt es
97. Heppo und der Elefant
98. Bob lernt Tanzen
99. Mollys Modenschau
100. Knolle und die Tauben
101. Molly leistet die Erste Hilfe
102. Herr Brauer spielt Hundesitter
103. Rumpel im Glück
104. Bello hält Wache
105. Bob, der Bauer
106. Der Disco-Baggi
107. Herr Brauer und der Weihnachtsmarkt
108. Heppo, der Künstler
109. Knolle und die Statue
110. Kuschel und die Feldmäuse
111. Kessi und die Kürbispastete
112. Wo ist Buddel geblieben?
113. Rumpel hat zu viel zu tun
114. Buddel ist schlau
115. Ohne Conti geht nichts
116. Rollos großer Auftritt
117. Kessi und der Monsterkäfer
118. Bobs neuer Anfang
119. Heppos Schlafplatz
120. Mixi und die Talkie Talkies
121. Baggis Superidee
122. Wo ist Robert?
123. Wendys Ankunft
124. Rollos neuer Freund
125. Zwei Baggis
126. Benny ist wieder da
127. Knolle und die Strohballen
128. Sprinti und Bello
129. Hallo Marietta
130. Buddels Lehmhütte
131. Wendy und die Party
132. Sprinti und die Hundehütte
133. Benny und der wichtige Auftrag
134. Knolle baut es zusammen
135. Rollo und seine Freunde
136. Mixi spielt Detektiv
137. Rumpel und das Talkie Talkie
138. Sprinti und die bunte Höhle
139. Knolles große Ernte
140. Anführer Buddel
141. Der Spielplatz
142. Bob und die drei kleinen Aufgaben
143. Baggi weiß alles
144. Mixi und die Fledermäuse
145. Heppo, der Star
146. Liftis Weidenbaum
147. Ganz langsam, Sprinti
148. Rumpel und die Tropenfrüchte
149. Baggi, der Lehrer
150. Buddel und die Ritterspiele
151. Überraschung für Benny
152. Knolle schläft zu laut
153. Bobs tolles Team
154. Lifti hat Angst
155. Sprinti hört nicht richtig zu
156. Rollo und der Aussichtsturm
157. Wendys Hausboot
158. Der Assistent von Herrn Brauer
159. Rollo und die Maulwürfe
160. Knolle kanns nicht abwarten
161. Sprintis Seegrastransport
162. Der riesige Buddel
163. Rollos Apfelpresse
164. Rumpels hektischer Tag
165. Buddels Wäschetrockner
166. Bennys Dschungelprobleme
167. Mixi, der Bus auf Beinen
168. Packers erster Tag
169. Das Bob-Haus
170. Herr Brauers große Parade
171. Sprinti der Ziegenhirte
172. Packers großer Tag
173. Knolle der Waldarbeiter
174. Buddels „muhtastische“ Molkerei
175. Rollo die grüne Katze
176. Bau es zusammen Bob
177. Huper der Milchlieferwagen
178. Die drei Muskelaster
179. Baggi macht einen Fehler
180. Huper hat Pech
181. Bobs Strandhütten
182. Heppo baut ein Haus
183. Bobs Traumhaus
184. Rollo im Regenmatsch
185. Schmutzi Buddel
186. Heppo und der Komet
187. Heppo, der Lebensretter
188. Knolles erster Film
189. Trimm dich fit
190. Nenn mich nicht Krabbe
191. Fantastischer Flexi
192. Packer liefert aus
193. Baggi, der beste Teamleiter
194. Knolle und das Hotel
195. Kipper schiebt Wache
196. Sauber durch Zauber
197. Flitzers Schneeabenteuer
198. Bobs radio
199. Kipper lernt Eislaufen
200. Knolle, der DJ
201. Der leise Baggi
202. Sprinti ist auf Zack
203. Liftis außergewöhnlicher Bau
204. Heppos besonderer Freund
205. Rollos flacher Garten
206. Amphilius rettet den Tag
207. Fegers Brise
208. Amphilius, Fluss Bus
209. Der Chefbauprüfer
210. Kratzers erster tag
211. Die beste Idee
212. Baggi, der Künstler
213. Heppo und die Flut
214. Rollo, das Maskottchen
215. Kratzer startet durch
216. Kratzers Nickerchen
217. Heppo und das Monster
218. Mixi trägt Verantwortung
219. Heppos hilfsbereiter Tag
220. Baggis Seerettung
221. Kratzer, der Schauspieler
222. Kratzer braucht Hilfe
223. Sprintis Bühnenüberraschung
224. Wendys Geburtstagsüberraschung
225. Kratzer im Alleingang
226. Mixi auf zwei Rädern
227. Buddels Strandturm
228. Neue Garagen für das Team
229. Die neue Waschanlage
230. Heppo und das Baggertrio
231. Baggi und die Achterbahn
232. Rappel und die Möwe
233. Rollo und der hartnäckige Hügel
234. Buddels Sorgenzug
235. Ein Dinosaurier für Kratzer
236. Die neue Werkstatt
237. Rumpels neue Garage
238. Knolles neues Zimmer
239. Knolle, der Riese
240. Rollo und das Füchslein
241. Ein Kuhstall für Daisy
242. Rollos Wetter-Rap
243. Das neue Trampolin
244. Sprinti und der Hinweis
245. Heppo und die Teddybär-Rettung
246. Buddel und die alte Schulmauer
247. Baggis schwere Arbeit
248. Mixi auf Piratenjagd
249. Rollo und die Seemöwe
250. Bob muss hoch hinaus
251. Das Milchshake-Durcheinander
252. Bob, der Küchenmeister
253. Heppo und die Giraffe
254. Baggis großer Durchbruch
255. Der mutige Ritter Bob
256. Sophies Baumhaus
257. Wie Hund und Katze
258. Bob und die Geburtstagsüberraschung
259. Buddel auf der Eisbahn
260. Ein Dino für Hochhausen
261. Ein bärenstarker Gipfel
262. Weltmeister Baggi
263. Heppos Tanztraum
264. Das große Fernseh-Quiz
265. Das Winterfest
266. Das neue Pinguin-Becken
267. Cowboy Leo
268. Das Spielzeuglager
269. Die römische Festung
270. Der Dino-Park
271. Baggi und der Fisch
272. Leo ist am Zug
273. Leo, der Filmstar
274. Buddels Superheld
275. Drachenzähmen mit Buddel
276. Volle Punktzahl für Baggi
277. Das Riesen-Klavier
278. Baggis neues Haustier
279. Rollo und die Autowaschanlage
280. Gruselgeschichten
281. Gib niemals auf!
282. Die kleinste Rakete im Weltall
283. Baggi und die Wasserrutsche
284. Ein Riesenrad für Hochhausen
285. Der goldene Stern
286. Gestrandet
287. Leo legt auf
288. Gute Nachrichten!
289. Wind und Sonne
290. Ein Geschenk für Bob
291. Der verschwundene Karton
292. Buddel und der Elefant
293. Bob und der maskierte Superfahrer
294. Mixis Piraten
295. Der Stadt-Strand
296. Der Ritter von Bauheim
297. Baggi allein zu Haus
298. Mixis Tricks
299. Leo, der Wetterfrosch
300. Der große Abriss
301. Der Geist aus der Kiste
302. Das Pyramiden-Puzzle
303. Eine Garage für Philip
304. Spuk im Rathaus
305. Strandgut und Treibgut
306. Der Star der Baustelle
307. Alles für die Katz
308. Bob macht Musik
309. Baggi, der Hochzeitsbagger
310. Buddels großer Sprung
311. Buddel und Bella
312. Die große Rede
313. Ein Haus zieht um
314. Überraschung für Wendy
315. Baggi und der Eisbär
316. Baggi der Superheld
317. Mixi und der Schmetterling
318. Die Dino-Bahn
319. Heppo strengt sich an
320. Glückwünsche aus dem All
321. Ein Stern für Buddel
322. Überall Äpfel
323. Buddel, der Aufpasser
324. Drunter und drüber
325. Wohin mit dem Paket?
326. Mixi und der Safe
327. Kleine Katze, Bärentatze
328. Baggi braucht das Baggern
329. Das Buddel-Kuddelmuddel
330. Im Filmfieber
331. Kapitän Brauer
332. Der bezaubernde Baggi
333. Auf die altmodische Art
334. Baggi kommt vom Weg ab
335. Der tapfere Baggi
336. Leos Prüfung
337. Eiscreme für Hochhausen
338. Baggi will fliegen
339. Das Container-Chaos
340. Wirbel in der Werkstatt
341. Rollos Rede
342. Buddel, der Chauffeur
343. Baggi, der größte Fan
344. Klar Schiff
345. Zu viel zu tun
346. Türmer steckt fest
347. Eine müffelige Mission
348. Jetzt geht’s um die Wurst
349. Türmers neue Garage
350. Der König der Straße
351. Chaos im Filmstudio
352. Buddel der Weihnachts-Elf
353. Die allerbeste Weihnachtsfeier
354. Der irre gute Irrgarten
355. Bobs große Parade
356. Das große Roboterrennen
357. Bobs allererstes Bauprojekt
358. Das große Verkehrschaos
359. Baggis neuer Freund
360. Baggi, der Weltmeister
361. Nachgeplappert
362. Eine Rutsche für Sofie
363. Hundeheim mit Hindernissen
364. Leos lange Landung
365. Türmers erster Auftrag
366. Es treibt davon
367. Jet treibt Baggi an
368. Die schwere Last
369. Das Kanal Chaos
370. Das Schäunengebäude
371. Die Wasserenten
372. Sprich laut und deutlich
373. Tief im Tunnel
374. Bobs Detektivteam
375. Ace, der Filmstar
376. Der Brückenbau
377. Singende Fahrzeuge
378. Das Silvester-Feuerwerk
379. Keine Angst vorm Schneemann

### Spielfilme
1. Sein schönstes Weihnachtsfest
2. Abenteuer auf der Ritterburg
3. Winterspiele in Bobbelsberg
4. Bobs toller Entwurf
5. Als Bob ein Baumeister wurde
6. Abenteuer im Wilden Westen
7. Sprinti der Retter
8. Die Sonnenblumental-Spiele
9. Die Legende vom goldenen Hammer
10. Der Dino Spaß Park

## Kinofilm
Im Juni 2017 startete der Kinofilm Bob, der Baumeister – Das Megateam, der von der Deutschen Film- und Medienbewertung das Prädikat wertvoll verliehen bekam.